# فولي بيرجير
فولي بيرجير (بالفرنسية: Folies Bergère
)‏، هي صالة كاباريه وموسيقى في باريس، فرنسا. تقع في 32 شارع ريشيه في الدائرة التاسعة، بنيت الصالة كدار أوبرا من قبل المهندس المعماري بلوميريه. افتتحت في 2 مايو 1869 تحت اسم فولي تريفيز، حيث قدمت عروضًا ترفيهية خفيفة تشمل الأوبريتات والأوبرا الكوميدية والأغاني الشعبية والجمباز. تغير اسمها إلى فولي بيرجير في 13 سبتمبر 1872، نسبة إلى شارع بيرجير القريب. بلغت الدار ذروة شهرتها وشعبيتها في فترة البيل إيبوك (الحقبة الجميلة) في تسعينيات القرن التاسع عشر حتى عشرينيات القرن العشرين.
تميزت العروض بأزياء فاخرة، وديكورات مبهرة، وتأثيرات خاصة، وغالبًا ما كانت تضم نساء عاريات. في عام 1926، سببت جوزفين بيكر، المغنية والراقصة والمؤدية الأمريكية من أصل أفريقي، ضجة كبيرة في فولي بيرجير حين رقصت بزي يتكون من تنورة مصنوعة من سلسلة من الموز الاصطناعي وليس أكثر من ذلك.
لا تزال المؤسسة تعمل حتى اليوم، ولا تزال رمزًا قويًا للحياة الفرنسية والباريسية. أقرب محطات المترو إليها هي كاديه وجراند بولفار.